# Alexander Stewart, Earl of Menteith

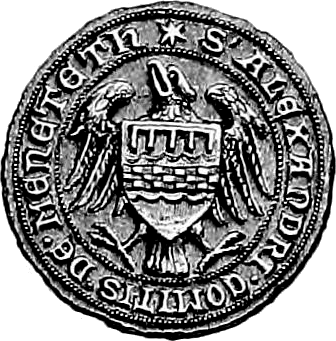
Siegel von Alexander Stewart, Earl of Menteith

Alexander Stewart, Earl of Menteith († zwischen März 1304 und März 1306) war ein schottischer Adliger.

## Herkunft
Alexander Stewart entstammte der schottischen Familie Stewart. Er war der älteste Sohn von Walter Bulloch Stewart, Earl of Menteith und von dessen Frau Mary, Countess of Menteith.

## Rolle im Schottischen Thronfolgestreit
Alexander und sein jüngerer Bruder John Menteith nahmen im Gefolge ihres Vaters am 20. September 1286 an dem Treffen in Turnberry Castle teil. Bei diesem Treffen versammelten sich nach dem Tod von König Alexander III. eine Reihe von Baronen, die den Thronanspruch von Robert de Brus unterstützten. 1292 wurde jedoch nicht Brus, sondern dessen Gegenspieler John Balliiol vom englischen König Eduard I. zum König der Schotten bestimmt. Nach dem Tod seines Vaters um 1294 erbte Alexander die Besitzungen seines Vaters und den Titel Earl of Menteith.

## Rolle im Schottischen Unabhängigkeitskrieg
Zwischen König John Balliol und dem englischen König Eduard I. kam es über die Frage der Oberherrschaft über Schottland zum Streit, der 1296 zum Krieg zwischen den beiden Reichen führte. Nach der englischen Eroberung von Berwick und dem Massaker an der Bevölkerung führte Menteith im April 1296 zusammen mit den Earls of Ross und Atholl im April 1296 einen Rachefeldzug nach Tynedale und Redesdale. Dann gehörte er zu den Führern der schottischen Streitmacht, die Dunbar Castle besetzte. Als die Besatzung der Burg sich nach der Schlacht bei Dunbar ergab, geriet Menteith in englische Gefangenschaft. Zusammen mit anderen ranghohen Gefangenen wurde er im Tower of London inhaftiert. Wie sein Cousin James the Steward unterwarf er sich dem englischen König, wurde begnadigt und hatte während der englischen Verwaltung von Schottland als einziger Schotte eine höhere Stellung als Richter inne. Vor Oktober 1296 führte er im Auftrag des englischen Königs einen Feldzug gegen den westschottischen Alexander Macdougall, Lord of Argyll. Ab 1297 kam es jedoch zu einem Aufstand gegen die englische Besatzung. Menteith gehörte 1298 dem schottischen Heer an, das in der Schlacht bei Falkirk gegen das englische Heer unter Eduard I. eine schwere Niederlage erlitt. Dabei gehörte er wahrscheinlich zur schottischen Reiterei, die angesichts der drohenden Niederlage früh vom Schlachtfeld flüchtete. Die Schotten setzten den Kampf gegen England jedoch fort, und Menteith gehörte zu den Magnaten, die nach der Ratsversammlung in Peebles im August 1299 einen Raubzug in den von den Engländern kontrollierten Wald von Selkirk unternahmen und vergeblich Roxburgh Castle angriffen. Als es 1301 zwischen den beiden Guardians Robert Bruce und John Comyn zum Streit kam, verließ Menteith die Ratsversammlung und zog sich auf seine Besitzungen im Clydesdale zurück. Nachdem John Comyn sich im Februar 1304 dem englischen König unterworfen hatte, unterwarfen sich vor März auch Menteith und sein Bruder John. Sein Todesjahr ist unbekannt.

## Ehe und Nachkommen
Menteith heiratete Maud de Arnot, eine Tochter von David de Arnot. Mit ihr hatte er mehrere Kinder, darunter: 
- Alan Stewart, Earl of Menteith  († vor 1309)
- Murdoch Stewart, Earl of Menteith († 1332)

Sein Erbe wurde zunächst sein Sohn Alan. Nach dessen frühen Tod konnten dessen Kinder ihren Titelanspruch nicht behaupten. Schließlich konnte Alexanders zweiter Sohn Murdoch den Titel zurückgewinnen.